# Ádám Jenő (politikus)
Ádám Jenő (Laskó, 1923. március 15. – 2014. augusztus 14.) horvátországi és magyarországi magyar politikus, polgármester, megyei képviselő, kuratóriumi tag.

## Élete
Sepsén nőtt fel, ott járt iskolába, ott házasodott meg, az 1991-es délszláv háború kitöréséig élt ott, azután áttelepült Pécsre.
1949-től öt éven át a Sepsei Termelőszövetkezet elnöke. 1954-től másfél évtizeden át magángazda: szőlész és borász. 1971-től ismét termelőszövetkezeti dolgozó, Hercegszöllősön. 1987-ig a gépállomás vezetője, azóta nyugdíjas és ismét magángazda volt.

## Közéleti tevékenysége
A Horvátországi Magyarok Szövetségének alapító tagja, majd az elnökségének tagja, a Pélmonostori Baranya Megyei Közgyűlésnek képviselője, és 30 éven keresztül Sepse község polgármestere volt. A Horvátországi Magyar Néppárt elnökségi tagja volt.
A Határokon Túli Magyarságért Alapítvány (HTMA) kuratóriumának 2000 óta volt tagja. 
2004 és 2012 között a Magyarok Világszövetsége (MVSZ) elnökségi tagja, 2012-től haláláig az MVSZ Védnöki Testületének tagja és a Baranya megyei szervezet tiszteletbeli elnöke volt.

## Művei
- Ádám Jenő–Ádám Rozália: Utazásaink négy kontinensen; magánkiadás, Pécs, 2011

## Elismerései
- A Magyar Köztársasági Érdemrend lovagkeresztje (2004)[3]
- A horvátországi Magyar Egyesületek Szövetsége Életmű-díja (2011)
- Határokon Túli Magyarságért Alapítvány Életmű-díja (2012)